# Solana de la Culla de Xoca
La Solana de la Coma de l'Olla és una solana del terme municipal de Conca de Dalt, a l'antic terme d'Hortoneda de la Conca, al Pallars Jussà, en territori que havia estat del poble d'Hortoneda, però a prop del d'Herba-savina.
Es troba al sud-est d'Hortoneda i al nord d'Herba-savina, a l'esquerra de la llau de la Gavarnera, al nord de l'Obaga de la Gavarnera i a ponent de la Solana de la Gavarnera.

## Etimologia
Es tracta d'un topònim romànic modern, de caràcter descriptiu: és la solana que tanca per llevant el Clot de la Culla de Xoca.